# Матчи претендентов
Матчи претендентов — этап соревнований на первенство мира по шахматам, где выявляется претендент на матч с чемпионом мира; введён ФИДЕ (1962) вместо турнира претендентов.

## Состав и организация
Состав: 8 участников, в том числе 2 шахматиста — участники финального матча претендентов предыдущего цикла либо шахматист, проигравший звание чемпиона мира, и 2-й участник финального матча претендентов, а также шахматисты, занявшие 1-6-е места в межзональном турнире текущего цикла. При отказе от участия одного или нескольких из шахматистов их заменяют участники, занявшие последующие места в межзональном турнире. Матчи проводятся по олимпийской системе (проигравший выбывает): 4 ч/ф, 2 п/ф и финал; проигравшие в п/ф разыгрывают в матче 3-е место. Циклы матчей претендентов составляли 3 года. 
Порядок составления пар в ч/ф матчах (1-ю четвёрку) составляют: 
- победитель предыдущего турнира претендентов или проигравший звание чемпиона мира (№ 1);
- 2-й участник финального матча претендентов (№ 2);
- 1-й и 2-й призёры межзонального турнира (№№ 3 и 4);

при дележе мест в границах выхода в турнир претендентов номера присваиваются по жребию либо проводится дополнительный матч из 4 партий (матч-турнир в 2 круга); в ч/ф шахматисты с №№ 1—4 встречаются по жребию с №№ 5—8. При выбывании участника ч/ф после жеребьёвки он заменяется одним из участников минувшего турнира претендентов или межзонального турнира; при выбывании участника п/ф выигрыш без игры присуждается его сопернику; при выбывании участника финального матча его место занимает 3-й призёр соревнований текущего цикла. Данный порядок действовал в 1965—1983 во всех циклах соревнований претендентов; с 1973 года в связи с ростом числа межзональных турниров с одного до двух, вместо 6 призёров из одного межзонального турнира в матчи претендентов допускались по 3 победителя из каждого межзонального турнира. Регламент времени оставался постоянным: 2½ часа на первые 40 ходов и 1 час на каждые последующие 16.
Вместо матчей, игравшихся на большинство побед из определённого числа партий (ч/ф матчи из 10 партий, п/ф из 12, финальный из 16; этот порядок действовал с незначительными изменениями в циклах 1965, 1968 и 1971), в 1974 году стали проводить матчи до определённого числа выигрышей. Инициаторами этого новшества были Р. Фишер, в то время носивший звание чемпиона мира, и Шахматная федерация США. На конгрессе ФИДЕ (1971) было принято решение о том, что матчи претендентов будут играться до 3 выигранных партий в ч/ф, до 4 — в п/ф и до 5 — в финале; конгресс ФИДЕ в Хельсинки (1973) ввёл лимит партий, соответственно не более 16, 20 и 24; при равном числе выигрышей по исчерпании лимита должен был применяться жребий. 
В 1976 году ФИДЕ вернулась к прежней системе: ч/ф и п/ф матчи — на большинство побед из 12 партий, финальный — из 16; эти правила действовали в цикле матчей 1977 (в 1977 число партий в ч/ф матчей было сокращено до 10). 
В 1980 году ФИДЕ приняла дополнения: в случае равенства очков по окончании матча проводится новая жеребьёвка и играются 4 дополнительные партии; при равенстве очков после завершения дополнительной партий преимущество получал участник, выигравший больше партий чёрными, если этот показатель никому не давал перевеса, победитель определялся жребием. Изменялись и сроки проведения матчей: до 1977 
игрались 3 партии в неделю, с 1977 — 4. В 1976—1979 действовал 9-часовой регламент: 5 часов основного времени, 2 час перерыва, затем 4 часа доигрывание; отменён 50-м конгрессом ФИДЕ (1979) как «неприемлемый для столь ответственных и напряжённых соревнований». В ч/ф и п/ф матчах каждый участник имеет право на 1 свободный день (тайм-аут), в финале — на 2 дня (перенос доигрывания также засчитывается как тайм-аут). 
В 1983 году ФИДЕ приняла решение о проведении 3 межзональных турниров, по 4 победителя из которых допускались в турнир претендентов, число участников турнира возросло до 16 (12 победителей межзональных турниров и 4 участника матчей претендентов предыдущего цикла). 4 победителя разыгрывали между собой матчи — 2 п/ф и финал, победитель встретился в матче с чемпионом мира. 
По решению конгресса ФИДЕ в Граце (1985) победитель матчей претендентов 1985—1986 получил право на так называемый суперфинальный матч на большинство побед из 14 партий с А. Карповым, проигравшим матч-реванш 1986 Г. Каспарову.

## Результаты
| №  | Год  | Город                        | Победитель                                              | Финалист                                                    | Третье место                                |
| -- | ---- | ---------------------------- | ------------------------------------------------------- | ----------------------------------------------------------- | ------------------------------------------- |
| 1  | 1965 | Тбилиси                      | Борис Спасский                                          | Михаил Таль                                                 | Бент Ларсен                                 |
| 2  | 1968 | Киев                         | Борис Спасский                                          | Виктор Корчной                                              | Бент Ларсен                                 |
| 3  | 1971 | Буэнос-Айрес                 | Роберт Фишер                                            | Тигран Петросян                                             | Виктор Корчной Бент Ларсен                  |
| 4  | 1974 | Москва                       | Анатолий Карпов                                         | Виктор Корчной                                              | Борис Спасский Тигран Петросян              |
| 5  | 1978 | Белград                      | Виктор Корчной                                          | Борис Спасский                                              | Лайош Портиш Лев Полугаевский               |
| 6  | 1981 | Мерано                       | Виктор Корчной                                          | Роберт Хюбнер                                               | Лев Полугаевский Лайош Портиш               |
| 7  | 1984 | Вильнюс                      | Гарри Каспаров                                          | Василий Смыслов                                             | Золтан Рибли Виктор Корчной                 |
| 8  | 1987 | Линарес                      | Анатолий Карпов                                         | Андрей Соколов                                              | Артур Юсупов                                |
| 9  | 1989 | Куала-Лумпур                 | Анатолий Карпов                                         | Ян Тимман                                                   | Артур Юсупов Джонатан Спилмен               |
| 10 | 1993 | Сан-Лоренсо-де-Эль-Эскориаль | Найджел Шорт                                            | Ян Тимман                                                   | Артур Юсупов Анатолий Карпов                |
| 11 | 1995 | Хайдарабад                   | Анатолий Карпов Гата Камский                            | Борис Гельфанд Валерий Салов                                | Владимир Крамник Ян Тимман Вишванатан Ананд |
| 12 | 2007 | Элиста                       | Левон Аронян Петер Леко Александр Грищук Борис Гельфанд | Алексей Широв Евгений Бареев Сергей Рублевский Гата Камский |                                             |
| 13 | 2009 | София                        | Веселин Топалов                                         | Гата Камский                                                |                                             |
| 14 | 2011 | Казань                       | Борис Гельфанд                                          | Александр Грищук                                            | Владимир Крамник Гата Камский               |